# シモ・ヘイヘ
- シモ・ヘイヘ
- シモ・ハウハ
- シモ・ハユハ

シモ・ヘイヘ正しくはシモ・ハウハもしくはシモ・ハユハ （Simo Häyhä: フィンランド語発音: ['simɔ 'hæy̯hæ] ( 音声ファイル), 1905年12月17日 - 2002年4月1日）は、フィンランドの軍人、狙撃兵（スナイパー）。ソビエト連邦がフィンランドに侵攻して起こった冬戦争では、スコープなしで、ソビエト赤軍兵を多数狙撃して“白い死神”（露: Белая смерть、芬: Valkoinen kuolema）と呼ばれ、恐れられた。確認戦果542人はスナイパーとして射殺した人数では世界戦史で最多とみられる。愛称は「シムナ」（Simuna）。フィンランド現地語の発音にあわせる場合、スィモ・ハユハもしくはスィモ・ハウハと表記するのが近く、日本でも上記のようにシモ・ハユハと表記するメディアもある。

## 生涯

### 生い立ち
出生地：フィンランド大公国ルオコラハティ（当時はロシア帝国領、現在のロシア連邦との国境線から約4キロメートルの小さな町ラウトヤルヴィで生まれ、同地には彼を顕彰するコッラーとシモ・ヘイヘ博物館が建てられている。軍人になる前は猟師兼農民で、キツネ撃ちが得意だった。

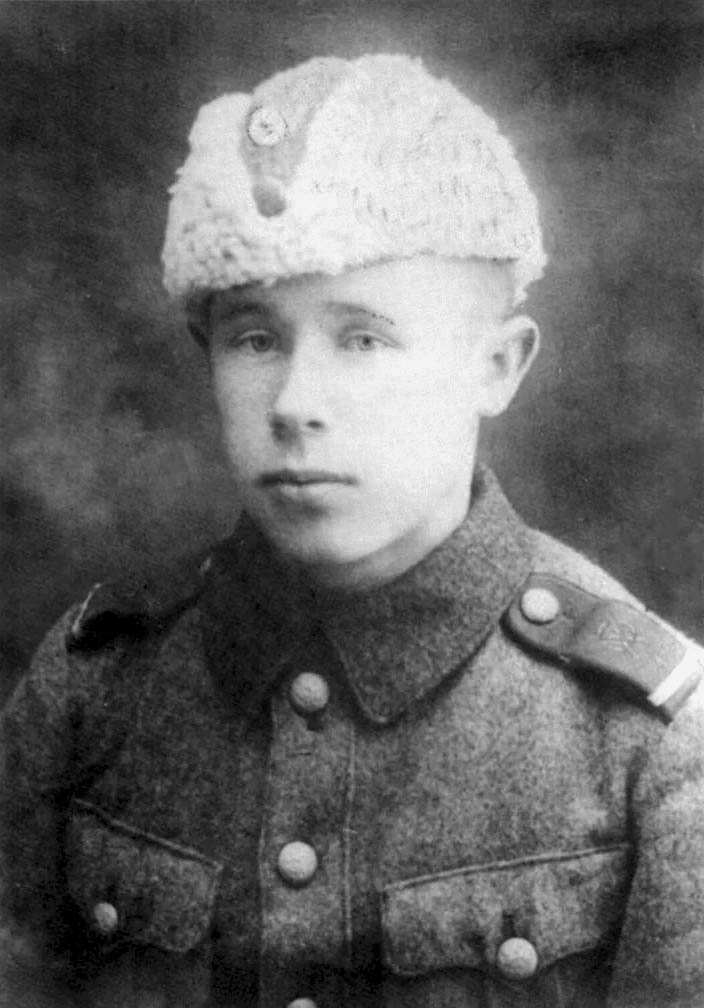
1922年頃（17歳前後）のヘイヘ

### 兵としての活動の開始
20歳の頃に民兵組織「フィンランド白衛軍」に入隊。射撃の大会にも度々参加し、彼の家にはその腕前によって得た多くのトロフィーが飾られていた。農家での仕事の昼休憩の際、他の男性陣は昼寝をする中、ヘイヘだけは昼寝をせずあらかじめ森の端につけておいた目標をめがけ建物の窓から空砲で狙撃練習を繰り返し行った。全員が起きてくるまで撃ち続けていた。
1925年、15ヶ月の兵役義務によりフィンランド陸軍に入隊。新兵訓練期間を第2自転車大隊で、下士官学校を経て兵長となり、残りの任期を第1自転車大隊で過ごす。兵役終了後は予備役となり、民間防衛隊に入隊する。

### 冬戦争
1939年から1940年にかけて起こった冬戦争では予備役兵長として招集され、フィンランド陸軍歩兵第12師団第34連隊第6中隊（通称カワウ中隊）に配属され、故郷の町に近いコッラ川周辺での防衛任務に就いた（コッラの戦い）。
同第6中隊の指揮官は、フランス外国人部隊勤務経験を持ち「モロッコの恐怖」と畏れられたアールネ・ユーティライネン中尉。ユーティライネン中尉は、民間防衛隊での射撃成績等から判断し、ヘイヘを特定の小隊に配属せず、最も能力を有効に発揮できる狙撃兵の任務を与えた。
時に気温-40℃にもなる酷寒の中で、積雪に紛れて迷彩（カムフラージュ）効果を発揮する純白のスノースーツに身を包んで狙撃を行った。その戦果から、狙われる側の赤軍兵士はヘイヘを「白い死神」という意味のБелая Смерть（ビェラヤ・スメルチ）などのあだ名で呼んでいたとされる。

### 活躍

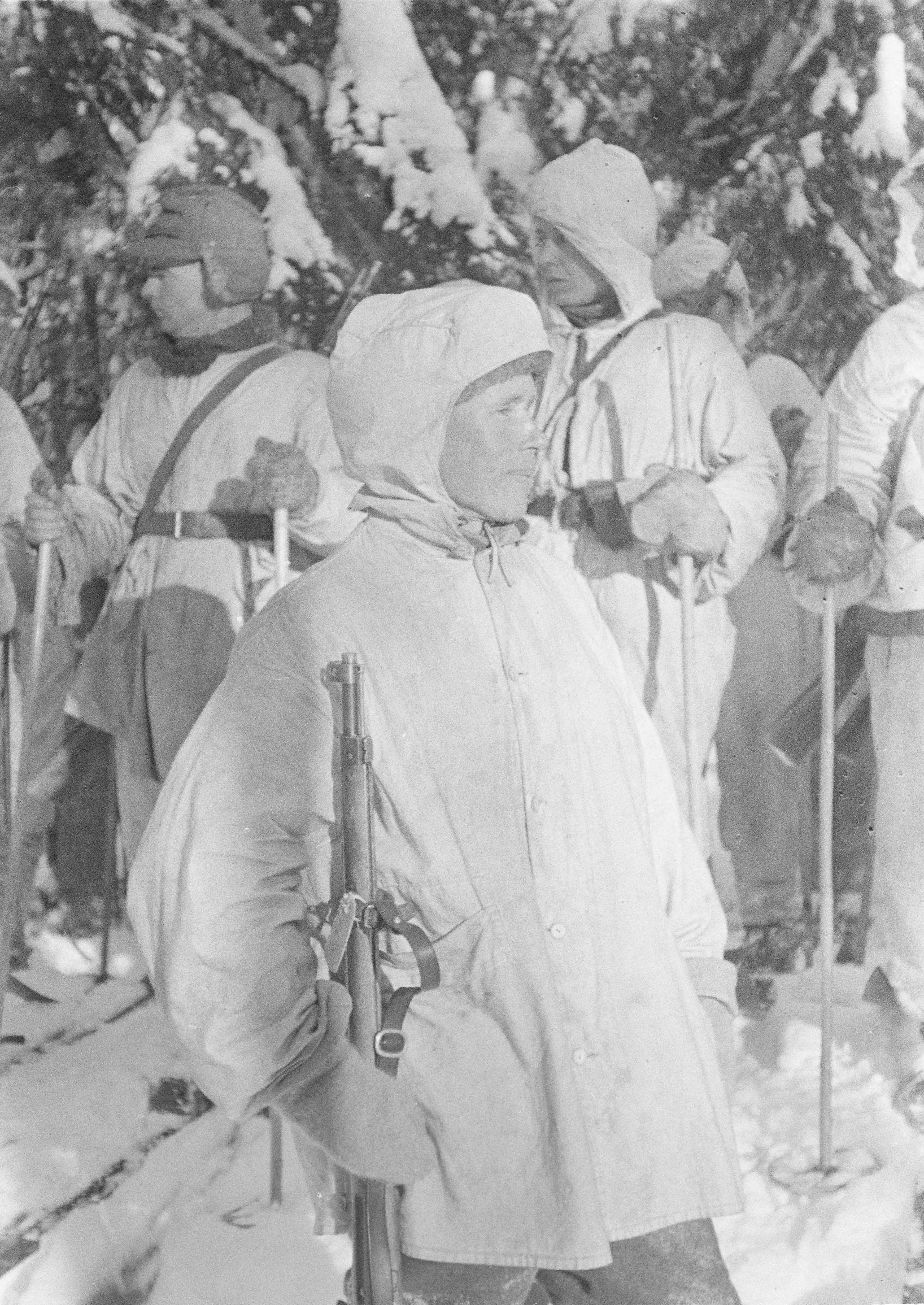
冬戦争で活躍していた頃のヘイヘ（1940年2月17日）

狙撃においては、フィンランドが独立後、旧宗主国のロシア帝国が開発したモシン・ナガンM1891を土台に、白衛軍の銃器工場SAKO(現SAKO社)が改良したモシン・ナガンM28-30小銃（シリアル番号35281、白衛軍番号S60974）を使用していた。戦前にヘイヘが参加していた白衛軍は銃器を改修する資金を捻出するため、メンバーが自費で改修資金を払えば小銃を自宅に保管・使用できる計画を実施しており、ヘイヘは金を支払って自前のM28-30小銃を獲得し、平時から愛用していたその銃で冬戦争に参戦した。ヘイヘの使用した小銃を再現する物は現在もフィンランド国立軍事博物館に展示されている。

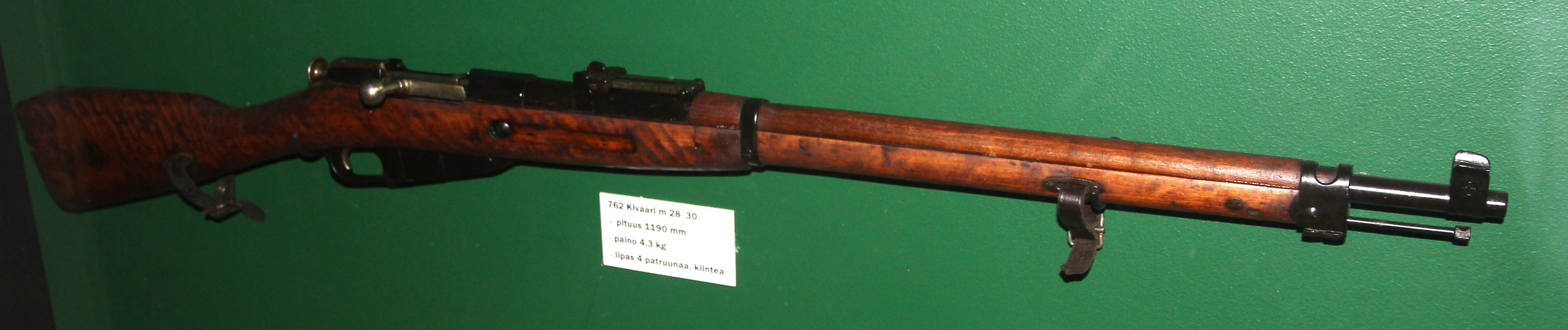
ヘイヘが使用する物と同型のフィンランド製モシン・ナガンM28-30小銃。改良された照準器が特徴。

ヘイヘは身長約155cmと小柄であったため狙撃場所が特定されにくかった一方で、120cm以上あるこの銃を手足のように自由に扱ったと言われる。
モシン・ナガンには3.5倍から4倍の倍率を持ったスコープが装着できたが、ヘイヘはスコープを使用せず、銃身に付いた鉄製の照星と照門のみで狙撃を行った。これは、猟師時代から慣れ親しんだ射撃姿勢を使うためでもあり、スコープは足さないほうが装備も軽量だからでもあり、さらにいうとスコープのレンズによる反射光で位置を悟られるのを嫌ったことによる。このほか、寒中で吐く息が白くなって発見されやすくなることを防ぐため、雪を口に含むことも行なった。
狙撃の技術は入隊前に営んでいたケワタガモ猟で培われたものと言われ、これは元猟師だった赤軍のヴァシリ・ザイツェフや、アボリジニーの猟師出身者が多い現代のオーストラリア陸軍SAS狙撃兵などの経歴と共通する。ヘイヘの狙撃は連続的な射撃と精度を両立していたと言われ、狙撃訓練課程では150mの距離から1分間に16発の的中に成功したという逸話が残されている。実戦でも、300m以内ならほぼ確実に敵兵の頭部を狙撃したという。最長で450m以上の距離から敵を狙撃したことがある。ヘイヘは猟においても戦地においても当たる確証を持った時にのみ射撃を行ったため的中率はほぼ100％といえる。
公式確認戦果の542人は世界最多記録として知られるが、このなかには狙撃銃以外の火器による殺害数は含まれていない。サブマシンガンの名手でもあり、“殺戮の丘”の戦闘ではKP31サブマシンガンを用いて、記録では200人以上、非公式なものを含めれば狙撃で殺害した542人よりも多くの敵兵士を殺害したと言われている。これらの記録は戦争開始から負傷するまでの約100日間のうちに残されており、1939年のクリスマス直前の12月21日だけでも25人の赤軍兵士を殺害し、クリスマスの夜には通算殺害数が138人に達していたという。

### 負傷
重大な脅威であるヘイヘを排除するべく、赤軍は砲撃やカウンタースナイパーの配置などの対策を講じた。終戦1週間前の1940年3月6日に起きた戦闘で赤軍兵士の銃撃により顎を撃ち抜かれる重傷を負う。意識不明の状態で友軍に救出された際、ヘイヘを収容した兵士が「彼の頭は半分なくなっていた」と述べるほど深い傷だったが、一命はとりとめた。病院へ搬送される際、はじめは軍の小舟に仰向けに乗せられていたが出血がひどく窒息の恐れがあったためうつ伏せの状態で運ばれた。コッラーの仲間にはヘイヘの戦死が伝えられ病院で葬式（お別れ会）まで行われた。しかしまさにその葬式の最中にヘイヘが生きていることがわかった（気づかれた）、と晩年のインタビューで本人が話している。戦傷から1週間後の3月13日に意識を回復したが、その時は既にソ連の首都モスクワで講和条約が締結され冬戦争が終結していた。ヘイヘは継続戦争への参戦を希望したが度重なる手術により叶わなかった。また、傷が癒えた後も顎には生涯消えない傷痕が残った。戦前から愛用していたモシン・ナガンM28-30小銃も負傷した時の混乱で紛失した（現代の博物館にヘイヘの小銃として展示される物は同期製造の小銃による再現品である）。

### 戦後～晩年
終戦後、ヘイヘはマンネルヘイム元帥と面会し、第一級自由十字褒章とコッラー十字章を受勲。さらに1940年、兵長から少尉へと、異例の5階級特進を果たした。

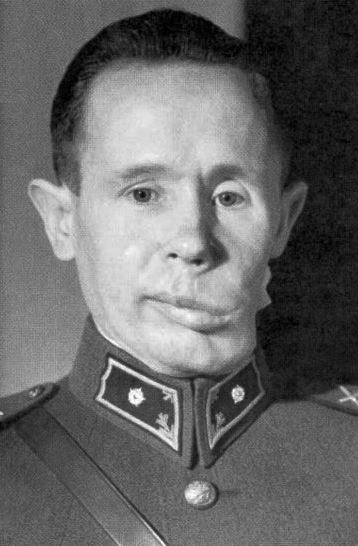
顎に銃弾を受けても、からくも生きのび、5階級特進したヘイヘ（撮影日不明。おそらく1940年代）。

そのまま退役し、猟師、農家そして猟犬のブリーダー（繁殖家）として余生を過ごした。生涯独身だった。猟師としてはヘラジカを対象にし、第8代フィンランド大統領ウルホ・ケッコネンと一緒に狩りを楽しんだこともあった。
後述のように控えめな性格で、自らの従軍体験について語ることは少なかったが、タピオ・サーレライネンがインタビューして、戦傷で発話が聞き取りにくかったため録画を何度も確認しながら執筆した。狙撃の秘訣は「ひたすら練習するだけだ」と述べ、多数のソ連兵を射殺したことについては「義務を果たしただけだ」「他の人も同じように義務を果たした。それがなければ今のフィンランドはなかった」と語った。

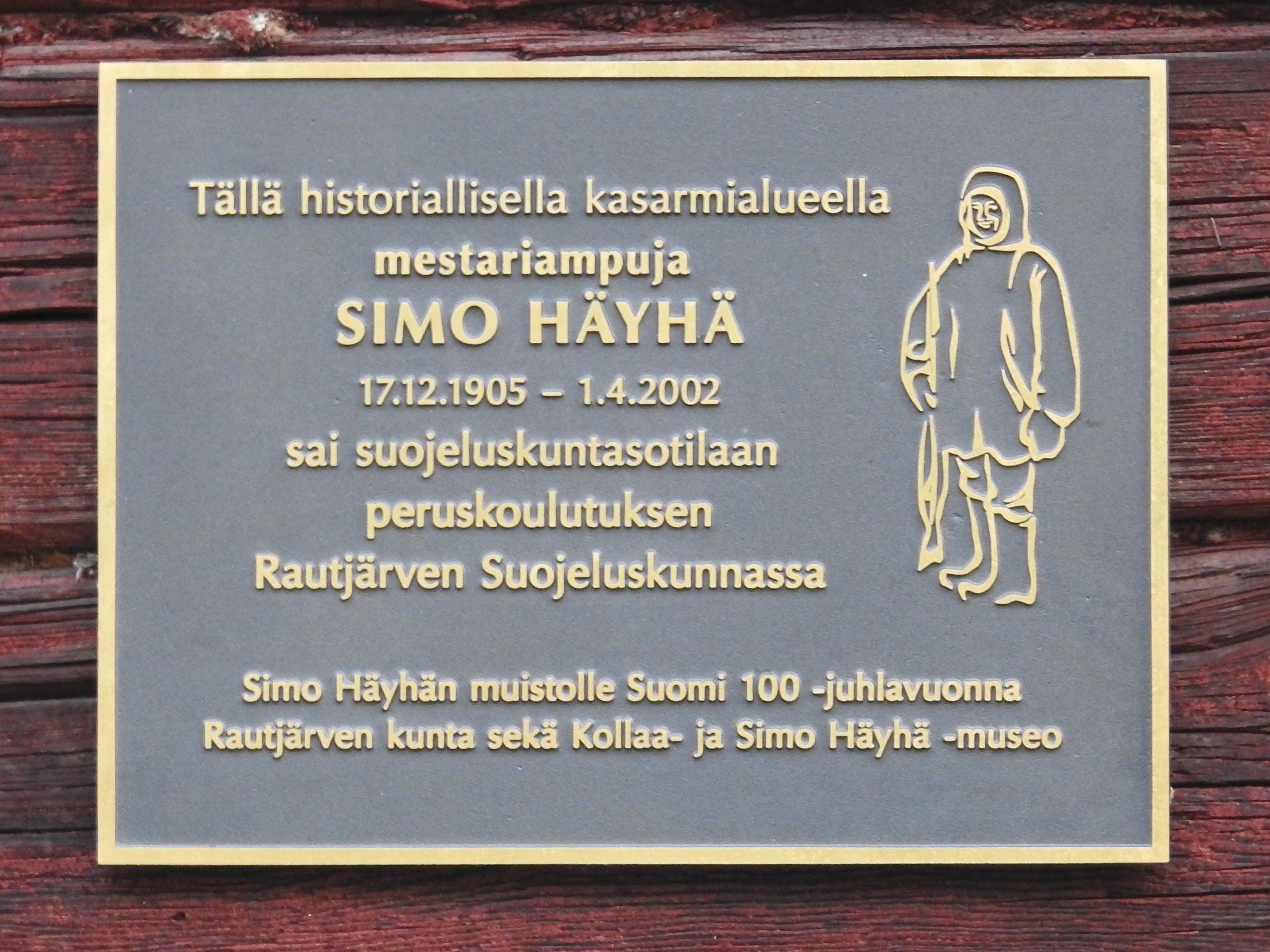
ヘイヘの記念プレート

2002年4月1日、ヘイヘはかつて自らが守ったロシアとの国境線近くの町、ルオコラハティにて96歳で死去した。ヘイへの死後、2004年にフィンランド国営放送が発表した「最も偉大なフィンランド人」ランキングにて視聴者による投票の結果、第74位に選定された。軍人としては全体第1位のマンネルヘイム、全体52位のラウリ・トルニに次ぐ3位である。
生まれ故郷であるラウトヤルヴィに「コッラーとシモ・ヘイヘ博物館」があり、夏に一般客に向けて開館している。春と秋にも来館希望のグループ向けにガイドツアーが行われている。

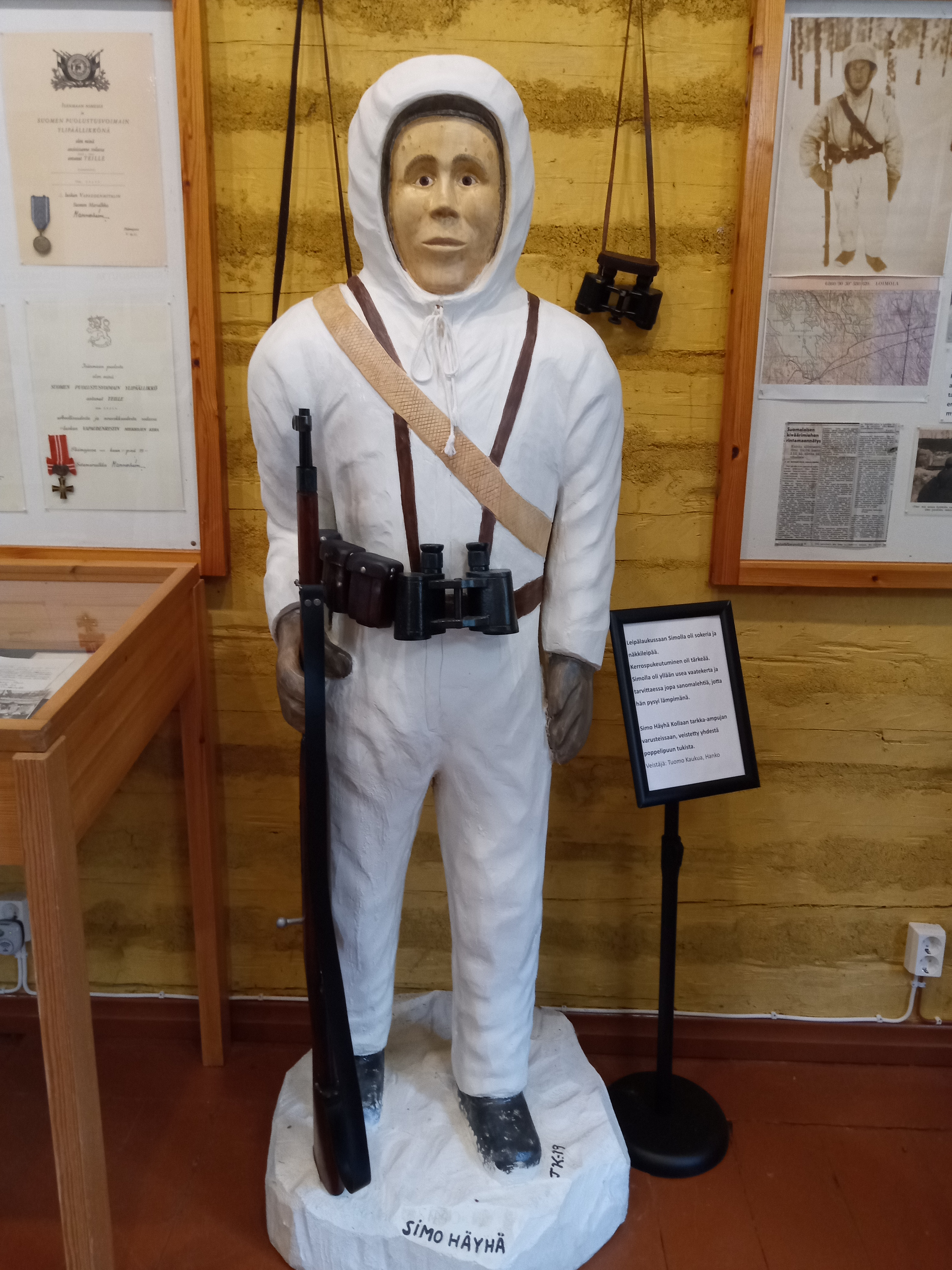
博物館で戦争当時のヘイヘを再現する木像

## 性格
ヘイヘは記念写真では立ち位置を指定された場合を除き、常に後列か他人の影に隠れて写っている。博物館所蔵のヘイヘを含め3人で写っている一枚の写真には「自分の姿は切ってしまっても構わない」と直筆の手紙をつけたほどの慎ましさであった。晩年のインタビューでは質問された内容に回答するのみでそれ以上の話はしなかった。